# Condotier

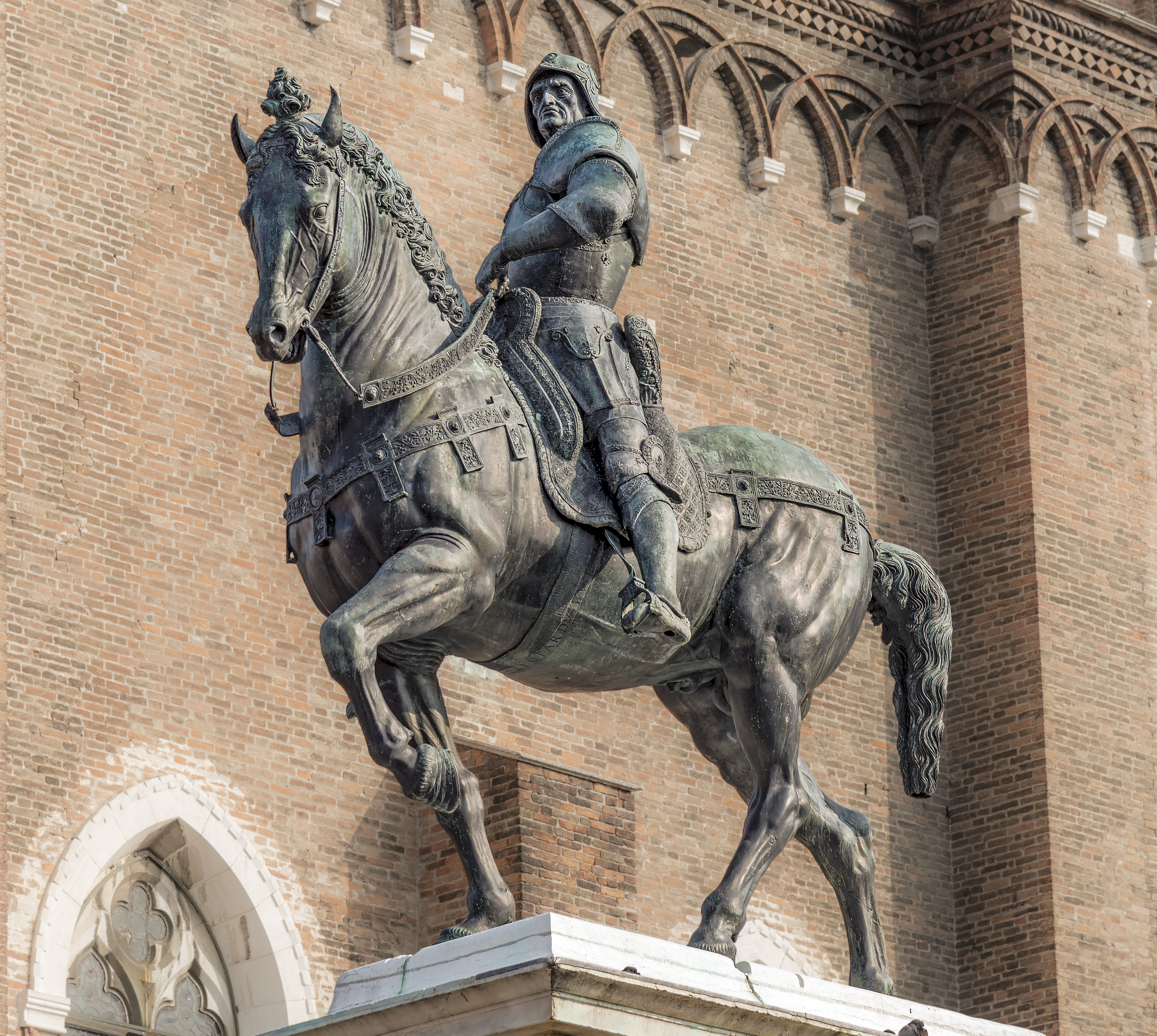
Statuia ecvestră a lui Bartolomeo Colleoni

Condotierii (italiană: [kondotˈtjɛːri]; singular condottiero și condottiere) erau căpeteniile unor companii libere de militari profesioniști (sau mercenari) care erau angajate de orașele-state italiene și de Papalitate începând din Evul Mediu târziu și pe tot parcursul epocii Renașterii. În Renașterea italiană, condottiero însemna „contractant”. În limba italiană contemporană, „condottiero” a căpătat înțelesul mai larg de „conducător militar”, fără a mai fi restrâns doar la mercenari. În istoriografia italiană, mercenarii renascentiști sunt numiți de obicei capitani di ventura (literal „soldați ai norocului”).

## Istoric
Primii mercenari bine organizați din Italia au fost companiile conduse de ducele Werner von Urslingen și de contele Konrad von Landau. Compania lui Werner era diferită de alte companii de mercenari, deoarece codul propriu al justiției militare a impus disciplina și o împărțire egală a venitului din contracte. Compania a crescut ca număr de soldați până a devenit temuta „Mare Companie” de 3.000 de barbute (fiecare barbuta era formată dintr-un cavaler și un sergent). Prima companie de mercenari cu un condotier italian ca șef a fost „Compania Sf. Gheorghe”, formată în 1339 și condusă de Lodrisio Visconti. Această companie a fost învinsă și distrusă de Luchino Visconti din Milano (un alt condottiero și unchiul lui Lodrisio) în aprilie 1339. Mai târziu, în 1377, s-a format o a doua „Companie a Sf. Gheorghe” sub conducerea lui Alberico da Barbiano, un conte de Conio de origine italiană, care mai târziu a predat știința militară unor condotieri ca Braccio da Montone și Giacomuzzo Attendolo Sforza, care, de asemenea, au servit în cadrul companiei.
Primii condotieri medievali au transformat arta războiului (strategia și tactica) într-o știință militară mai mult decât orice alți predecesori militari din istorie —luptând indirect, nu direct— astfel, punându-se în pericol pe ei și pe soldații înrolați doar când era absolut necesar, evitând lupta atunci când era posibil și evitând, de asemenea, munca grea și campaniile de iarnă, deoarece toate acestea reduceau numărul total de soldați antrenați disponibili și era în detrimentul interesului lor politic și economic. Niccolò Machiavelli a spus chiar că condotierii s-au luptat unii cu alții în bătălii grandioase, dar de multe ori inutile și aproape fără vărsare de sânge. Cu toate acestea, condotierii din Renașterea târzie foloseau încă arme și tactici medievale și cavaleri în armuri grele după ce majoritatea puterilor europene au început să folosească armate profesioniste de sulițași și muschetari —acest lucru a contribuit la declinul lor ulterior. 
Începând din secolul al XV-lea, prin urmare, cei mai mulți condotieri erau nobili italieni scăpătați care au ales meseria armelor ca mijloc de trai; cei mai faimoși astfel de mercenari au fost fiul Caterinei Sforza, Giovanni dalle Bande Nere din Forlì, cunoscut ca Ultimul condotier; fiul lui Cosimo I de' Medici, Mare Duce de Toscana; în afară de nobili, prinții au luptat, de asemenea, în calitate de condotieri, chiar dacă aveau venituri considerabile aduse de domeniile lor senioriale, în special Sigismondo Malatesta, senior de Rimini, și Federico da Montefeltro, Duce de Urbino; în ciuda inflației din timpul războaielor, plata soldaților era ridicată:
- 1.900 de florini lunar în 1432: Micheletto Attendolo (Florența)
- 6.600 de florini lunar în 1448: Guglielmo al VIII-lea de Montferrat, plătit de Francesco Sforza (Milano); plata soldaților înrolați sub comanda sa era de 3.300 de florini, jumătate din cea a unui ofițer
- 33.000 de scuzi anual pentru 250 de oameni în 1505: Francesco al II-lea Gonzaga (Florența)
- 100.000 de scuzi anual pentru 200 de oameni în 1505: Francesco Maria I della Rovere (Florența)

## Condotieri faimoși
- Roger de Flor (c. 1268–1305)
- Malatesta da Verucchio (1212–1312)
- Castruccio Castracani, duce de Lucca (1281–1328)
- Cangrande della Scala (1291–1329)
- Walter al VI-lea de Brienne (c. 1304–1356)
- Konrad von Landau (mort în 22 aprilie 1363)
- Albert Sterz (executat în 1366)
- „Sir” John Hawkwood (Giovanni Acuto, c. 1320–1394)
- Giovanni Ordelaffi din Forlì (1355–1399)
- Astorre I Manfredi (1345–1405)
- Alberico da Barbiano (1344–1409)
- Johann al II-lea (Habsburg-Laufenburg) (c. 1330–1380)
- Facino Cane de Casale (c. 1360–1412)
- Angelo Broglio da Lavello, zis Tartaglia (1350 sau 1370–1421)
- Andrea Fortebracci, zis Braccio da Montone (1368–1424)
- Muzio Attendolo, zis Sforza (Forța) (1369–1424)
- Francesco Bussone da Carmagnola zis „Contele de Carmagnola” (1390–1432)
- Giovanni Vitelleschi (d. 1440)
- Erasmo da Narni, zis Gattamelata (1370–1443)
- Niccolò Piccinino (1380–1444)
- Micheletto Attendolo (verișorul sau nepotul lui Muzio Attendolo, c. 1390–c. 1451)
- Francesco Sforza (1401–1466)
- Sigismondo Malatesta (1417–1468)
- Bartolomeo Colleoni (c. 1400–1475)
- Federico al III-lea da Montefeltro (1422–1482)
- Vitellozzo Vitelli (1458–1502)
- Oliverotto Euffreducci (1475–1502)
- Cesare Borgia (1475–1507)
- Niccolò di Pitigliano (d. 1510)
- Bartolomeo d'Alviano (1455–1515)
- Gio Matteo Natoli (ca. 1510)
- Ettore Fieramosca (1479–1515)
- Gian Giacomo Trivulzio (c. 1441–1518)
- Giovanni dalle Bande Nere (1498–1526)
- Ferrante Gonzaga (1507–1557)

## Principalele bătălii ale condotierilor
- Bătălia de la Forlì (1282) – o armată franceză, pentru Papă, împotriva lui Guido I da Montefeltro, pentru Forlì.
- Bătălia de la Montecatini (1314)
- Bătălia de la Parabiago (1339) – „Compania Sf. Gheorghe” a lui Lodrisio Visconti, pentru Verona, împotriva lui Luchino Visconti și Ettore da Panigo pentru Milano.
- Războiul celor Opt Sfinți (1375–1378)
- Masacrul de la Cesena (1377) – mercenarii papali și bretoni conduși de John Hawkwood au măcelărit peste 2.000 de cetățeni ai Cesenei.
- Bătălia de la Castagnaro (1387) – Giovanni Ordelaffi, pentru Verona, împotriva lui John Hawkwood, pentru Padova.
- Bătălia de la Casalecchio (1402) – Alberico da Barbiano, pentru Milano, împotriva lui Muzio Attendolo și a altora pentru liga Bologneso-Florentină.
- Bătălia de la Motta (1412)
- Bătălia de la Sant'Egidio (1416) – Braccio da Montone, pentru el-însuși, împotriva lui Carlo I Malatesta, pentru Perugia.
- Bătălia de la Maclodio (1427) – Contele de Carmagnola, pentru Veneția, împotriva lui Carlo I Malatesta, pentru Milano.
- Bătălia de la San Romano (1432) – Niccolò da Tolentino, pentru Florența, împotriva lui Francesco Piccinino, pentru Siena.
- Bătălia de la Anghiari (1440) – Niccolò Piccinino, pentru Milano, împotriva oștilor Florenței, Statelor Papale și Veneției, conduse de Micheletto Attendolo.
- Bătălia de la Bosco Marengo (1447)
- Bătălia de la Crevola (1487)
- Bătălia de la Fornovo (1495) – Liga Italiană împotriva lui Carol al VIII-lea al Franței.
- Bătălia de la Agnadello (1509) – Bartolomeo d'Alviano, pentru Veneția, împotriva Franței și a Ligii Italiene.
- Bătălia de la Pavia (1525) – Spania împotriva Franței.
- Bătălia de la Marciano (1554) – Gian Giacomo Medici pentru Florența și Sfântul Imperiu Roman împotriva lui Piero Strozzi pentru Siena și Franța.
- Războaiele din Castro (1641–1649) – între papii Urban al VIII-lea și Inocențiu al X-lea și Ducatul Parmei.